# Kamig

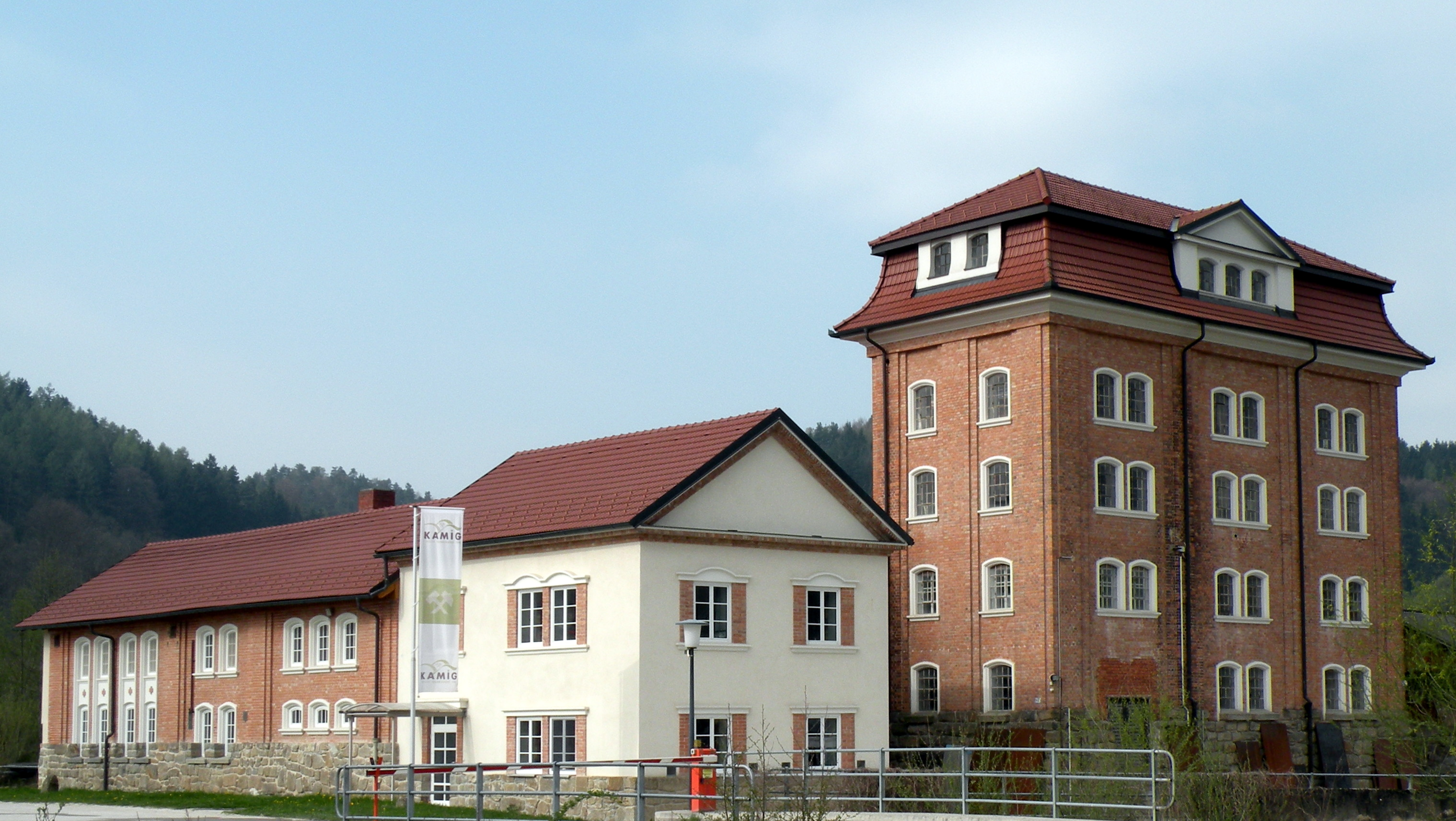
Ehemaliges Verwaltungsgebäude der Kamig

Die Kamig – Österreichische Kaolin- und Montanindustrie, Aktiengesellschaft Nfg. Komm.Ges. (gegründet 1922) ist ein oberösterreichischer Bergbau-Betrieb mit Sitz in Perg, Aisthofen 25.
Die Gesellschaft befindet sich seit 1922 mehrheitlich bzw. zur Gänze im Besitz der Familie Götzl und beschäftigt sich mit der Gewinnung, der Aufbereitung und dem Großhandel von Kaolin, Quarzsand, Kies und Ton in den Gemeinden Allerheiligen im Mühlkreis, Perg, Schwertberg und Tragwein. Ein Teil der Produkte wird exportiert nach Griechenland, Italien, Slowenien, Ungarn, Deutschland und in die Schweiz.

## Geschichte des Kaolinbergbaus Oberösterreich
Vorindustrielle Kaolingewinnung
1808 wird in der Chronik des Marktes Tragwein ein Bewohner von Kriechbaum als Weißenmacher erwähnt. Das Kaolin wurde aus einer einfachen Grube gewonnen, in Holzbottichen gereinigt und in Jutesäcken gepresst.
Eine Erwähnung von Weißer Erde, die wirtschaftlich genutzt wurde, erfolgte 1827 in der Chronik des Marktes Tragwein. Es war die Rede vom Transport mit Pferdefuhrwerken nach Linz und die Verwendung zum Weißen von Soldatenuniformen sowie zum Reinigen der Riemen und des Zaumzeuges der Pferde. Dafür war bereits eine einfache Aufbereitung des Kaolins erforderlich.
In der Ortschaft Kriechbaum betrieben Landwirte ab der Mitte des 19. Jahrhunderts kleine Gruben über Tage. Der Rohstoff wurde in Holzbottichen aufbereitet und von größeren Rückständen getrennt. Sogenannter Schwertberger Weißton wurde an Ofensetzer und kleinere Hafner Betriebe in der Gegend um Linz und Steyr verkauft.
1898 erwarben R. Pollak und A. Klein das Kaolinvorkommen samt den bereits bestehenden Anlagen und führten den Betrieb unter der Bezeichnung Dr. Klein und Comp. Kaolin- und Chamottewerke Schwertberg weiter. Das Unternehmen erwarb auch Abbaurechte auf benachbarten Grundstücken und begann mit der Errichtung einer Schachtanlage für einen Tiefbau in kleinem Maßstab.
Industrielle Kaolingewinnung
1910 erwarb die Prager Montanaktiengesellschaft den Bergbau in Kriechbaum und erzeugte industriemäßig bis zur Einstellung des Abbaus während des 1. Weltkriegs jährlich etwa 1800 Tonnen Kaolin. 1920 wurde der Betrieb an die Wienerberger Ziegelfabrik und Bau-AG Wien verkauft.
Gründung der KAMIG
1922 gründete Rudolf Illner die KAMIG als Österreichische Kaolin- und Montan Industrie Gesellschaft m.b.H., die im November 1922 in eine Aktiengesellschaft umgewandelt wurde. Ziel war eine eigene Kaolingewinnung in Österreich zur Sicherung der Eigenversorgung. Die Aktien befanden sich schon damals mehrheitlich im Eigentum der Familie Götzl.
Der Ausbau der Produktionskapazität erfolgte ab 1923 durch die Errichtung einer Seilbahn von Kriechbaum ins Josefstal, dem Bau einer Aufbereitungsanlage und der Erschließung der Vorkommen im Tag- und Untertagebau mit mehreren Abbau-Schächten. 1938 waren 500 Dienstnehmer in der KAMIG beschäftigt.

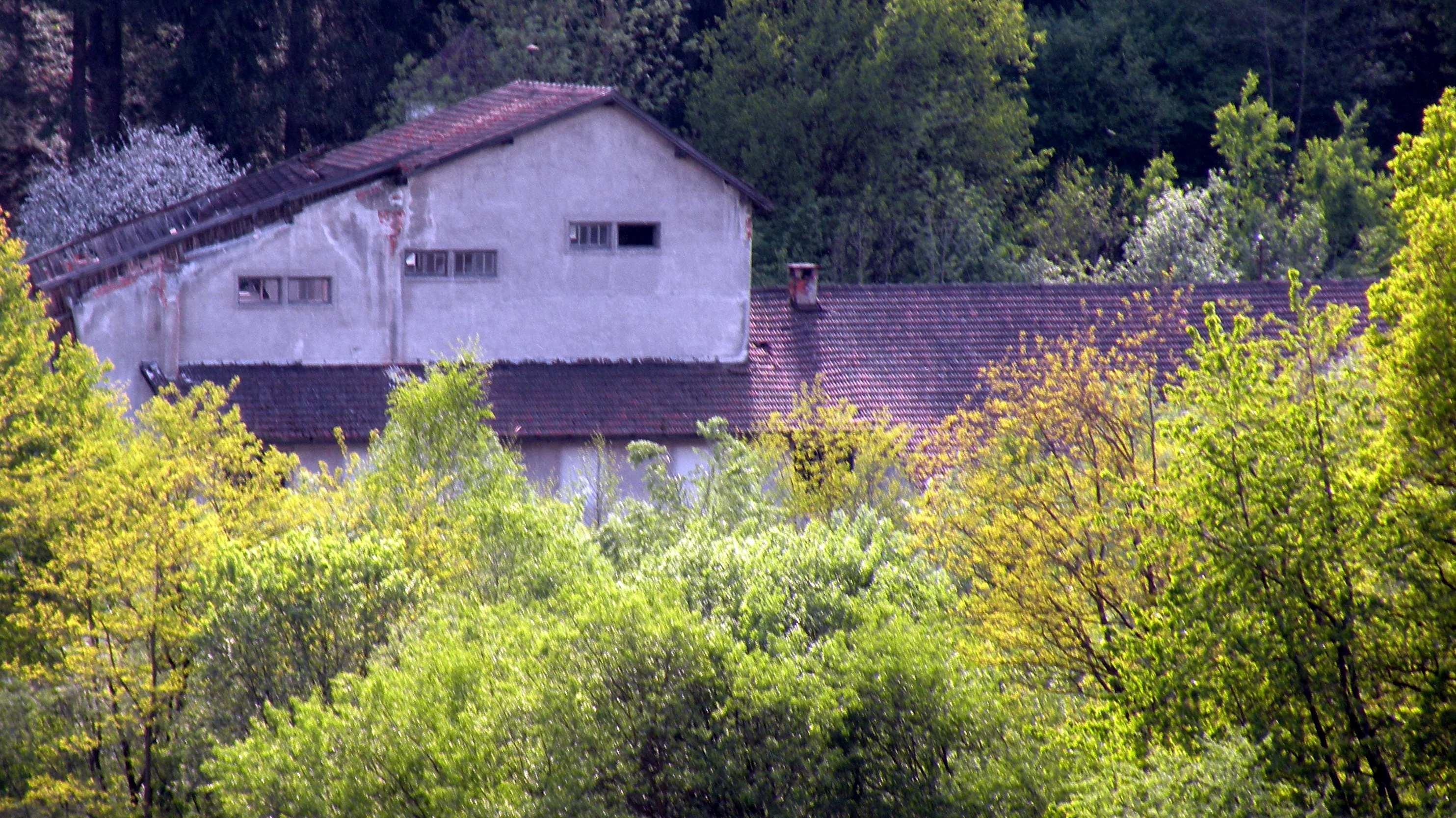
Betriebsgebäude in Weinzierl

1938 wurde die Kamig unter Beteiligung des deutschnationalen Politikers und Verwaltungsratsvorsitzenden Franz Dinghofer „arisiert“, die Familie Götzl hinausgedrängt.
Nach kriegsbedingten Einschränkungen und gänzlicher Schließung 1945 wurde 1946 die Produktion wieder aufgenommen. Ab 1952 wurden auf dem Gelände des Gehöftes Hinterleitner in der Ortschaft Weinzierl bei Perg im Tagbau (kurzzeitig auch im Untertagebau) weitere Vorkommen erschlossen.
Zwischen 1960 und 1970 erreichte die überwiegend im Untertagbau geförderte Menge an Rohkaolin jährlich bis zu 170.000 Tonnen, aus denen 50.000 Tonnen Kaolin, 70.000 Tonnen Quarzsand und 50.000 Tonnen Nebenprodukte erzeugt wurden. In dieser Zeit waren im Bergbau in Kriechbaum 250 und im Unternehmen insgesamt etwa 500 Dienstnehmer beschäftigt. Die KAMIG war der einzige Bergbaubetrieb des Mühlviertels und zählte zu den größten Betrieben der Region.
Zunehmende Konkurrenz durch die Erschließung ausländischer Kaolinvorkommen, die kostengünstig im Tagbau abgebaut werden konnten, machten ab 1976 Umstrukturierungen im Transport- und Aufbereitungsprozess notwendig. Eine 7,6 Kilometer lange Förderleitung zwischen Kriechbaum und Aisthofen wurde errichtet und die Aufbereitung verlagerte sich vom Josefstal nach Aisthofen. Die Betriebsstätte, die betriebseigenen Seilbahnen, die Schmalspurbahn im Aisttal und der Schwertberger Verladebahnhof wurden stillgelegt. Der Abbau des Rohkaolins im Untertagebau wurde sukzessive verringert und 2001 zur Gänze beendet.

## Untertagebau
- Rudolf-Schacht (ab 1925)
- Nelly-Schacht (ab 1932), benannt nach der Gattin von Paul Götzl
- Christinen-Schacht (ab 1948), benannt nach der Schwiegertochter von Paul Götzl

## Tagbau
- Christinen-Tagbau in Kriechbaum, benannt nach der Schwiegertochter von Paul Götzl
- Tagbau Weinzierl bei Perg (ab 1952), nun (2021) teilweise renaturiert

## Gründungs-Aktionäre
- Rudolf Illner (* 1891 in Deštná (Rumberg), Südmähren; † 1963 in New York) Gründungsmitglied, Aktionär und Generaldirektor des Unternehmens von 1922 bis 1938
- Paul Götzl (1884 bis 1957), Gründungsmitglied und Hauptaktionär von 1922 bis 1938
- Franz Dinghofer (1873 bis 1956), Gründungsmitglied der KAMIG

## Eigentümer und Geschäftsführer nach dem 2. Weltkrieg
- Fritz Götzl (* 2. September 1912; † 1984), nach Restituierung der Aktien Hauptaktionär, Generaldirektor der KAMIG ab 1946
- Peter Götzl (* 1938; † 12. November 2017, 1974 leitender Mitarbeiter, Generaldirektor der KAMIG ab 1977), Mitglied des Schützenvereins Perg
- Alexander Götzl (4. April 1970), Hauptaktionär und Geschäftsführer der KAMIG, Träger der Goldenen Medaille der Republik Österreich, Obmann des Vereins Wirtschaft für Mühlviertler SOS-Kinderdorf